# Флаги зависимых территорий
В этой таблице будут представлены флаги зависимых территорий (с учётом неофициальных флагов)
Курсивом выделены территории с населением в 0 человек

### Австралия
| Официальный Флаг       | Неофициальный Флаг   | Утвержден                                 | Организация | Описание |                      |
| Обитаемые территории   | Обитаемые территории | Обитаемые территории                      | Обитаемые территории | Обитаемые территории | Обитаемые территории |
| ---------------------- | -------------------- | ----------------------------------------- | --- | --- | -------------------- |
|                        | —                    | 1980 —                                    | Флаг Острова Норфолк | Флаг Норфолка представляет собой прямоугольное полотнище, состоящее из трёх вертикальных полос зелёного и белого цветов. В центре белой полосы находится зелёное изображение норфолкской сосны.                                                                                       |                      |
|                        |                      | 1986/2002 —                               | Флаг Острова Рождества | Флаг был неофициально принят в 1986 году, после победы на конкурсе, официально — в 2002 году. Представляет собой сине-зелёный диагональный биколор. На синей части флага расположено созвездие Южный Крест, на зелёной — местная тропическая птица «золотой боцман».                  |                      |
|                        |                      | 2004 —                                    | Флаг Кокосовых островов | Представляет собой зелёное полотнище с изображением кокосовой пальмы, полумесяца и Южного Креста. Кокосовая пальма — «визитная карточка» территории, зелёный цвет и полумесяц означают ислам, а изображение созвездия Южный Крест характерно для многих флагов Южного полушария.      |                      |
| Необитаемые территории |                      |                                           | | |                      |
|                        |                      | 2009 —                                    | Флаг Австралийской Антарктической территории | Флаг представляет собой голубое полотнище. В левой верхней четверти изображён британский флаг. Кроме того, на флаге находится изображение шести белых звёзд: пять звёзд в виде созвездия Южного Креста в правой части полотнища и одна большая звезда в центре левой нижней четверти. |                      |
| —                      | 1853 —               | Флаг Острова Херд и острова Макдональд    | Флаг представляет собой тёмно-синее полотнище. В левой верхней четверти изображён британский флаг. Кроме того, на флаге находится изображение шести белых звёзд: пять звёзд в виде созвездия Южного Креста в правой части полотнища и одна большая звезда в центре левой нижней четверти. | |                      |
| —                      | 1969 —               | Флаг Территории островов Кораллового моря | Флаг представляет собой тёмно-синее полотнище. В левой верхней четверти изображён британский флаг. Кроме того, на флаге находится изображение шести белых звёзд: пять звёзд в виде созвездия Южного Креста в правой части полотнища и одна большая звезда в центре левой нижней четверти. | |                      |
|                        |                      |                                           | | |                      |

### Великобритания
| Официальный Флаг     | Неофициальный Флаг | Утвержден | Организация                                              | Описание |                |
| Коронные земли       | Коронные земли     | Коронные земли | Коронные земли                                           | Коронные земли | Коронные земли |
| -------------------- | ------------------ | --- | -------------------------------------------------------- | --- | -------------- |
|                      | —                  | 1985 — | Флаг Гернси                                              | Флаг представляет собой белое полотно, состоящее из красного креста Святого Георгия с дополнительным золотым нормандским крестом внутри. |                |
|                      | —                  | 1981 — | Флаг Джерси                                              | Флаг представляет собой флаг Святого Патрика (Красный Андреевский крест на белом фоне), но с изображёнными гербом и короной. |                |
|                      | —                  | 1971 — | Флаг Острова Мэн                                         | Флаг представляет собой красное полотнище, в центре которого расположен трискелион — соединённые вместе три бегущие ноги |                |
| Заморские территории |                    | |                                                          | |                |
|                      |                    | 1960 — | Флаг Акротири и Декелия                                  | Флаг представляет собой тёмно-зелёное полотно с двумя золотыми львами в левой части флага |                |
|                      | —                  | 1990 — | Флаг Ангильи                                             | Национальный флаг Ангильи представляет собой синий (английский) кормовой флаг с гербом Ангильи в вольной части. Белый цвет на заднем плане означает мир, а голубой — море, а также веру, молодость, три дельфина — выносливость, единство и силу. |                |
|                      | —                  | 1999 — | Флаг Бермудских Островов                                 | Флаг Бермуд представляет собой красный английский морской торговый флаг с гербом Бермуд в нижней правой части. Лев держит щит, на котором изображено крушение фрегата Вирджинской компании Морская удача (англ. Sea Venture), затонувшего в 1609 у берегов Бермуд. Все его пассажиры спаслись, основав первое поселение на островах. |                |
|                      | —                  | 1998 — | Флаг Британской антарктической территории                | Флаг представляет собой белый флаг без креста с флагом Юнион Джека в кантоне, искаженный гербом Британской Антарктической территории, введенным в 1952 году. На гербе изображены лев, представляющий Соединенное Королевство, и пингвин, представляющий местную дикую природу. Гербом герба является RRS Discovery, который впервые привел Роберта Фалькона Скотта и Эрнеста Шеклтона в Антарктиду в составе Британской национальной антарктической экспедиции в 1901 году. В настоящее время является кораблем-музеем в Данди. Девиз на гербе — «Исследования и открытия» |                |
|                      |                    | 1990 — | Флаг Британской Территории в Индийском Океане            | На флаге изображен флаг Великобритании в его кантоне (верхний квартал подъема). На нем изображены воды Индийского океана, где расположены острова, в виде белых и синих волнистых линий. На флаге также изображена пальма, возвышающаяся над короной Святого Эдуарда. |                |
|                      | —                  | 1960 — | Флаг Виргинских Островов                                 | Флаг представляет собой синий английский кормовой флаг с гербом Британских Виргинских островов, на котором изображена святая Урсула и 11 горящих ламп. |                |
|                      | —                  | 1982 — | Флаг Гибралтара                                          | Флаг представляет собой полотнище белого и красного цветов. Красная полоса, размером вдвое уже белой, располагается внизу; в центре белой полосы располагается изображение красного трёхбашенного замка. Каждая из башен имеет окно и дверь, из центральной двери на красное поле свисает жёлтый ключ. Красная полоса флага Гибралтара символизирует революционный дух и стойкость, проявленные гражданами страны во время борьбы за независимость. Белый цвет является традиционным цветом мира, и означает гармонию в государстве. Золотой ключ, висящий на средней башне, обозначает стратегическую позицию, которую занимает Гибралтар у входа в Средиземное море. Замок обозначает крепость Гибралтар. |                |
|                      | —                  | 1958 — | Флаг Каймановых Островов                                 | Флаг Каймановых островов создан на основе синего английского кормового флага с изображением флага Великобритании в левом верхнем углу и с добавлением герба Каймановых островов в правой части флага. |                |
|                      | —                  | 1999 — | Флаг Монтсеррата                                         | Флаг представляет собой синий английский кормовой флаг с гербом Монтсеррата |                |
|                      | —                  | 1984 — | Флаг Островов Питкэрн                                    | Флаг Островов Питкэрн представляет собой синий фон флаг с флагом Великобритании вверху слева и гербом жителей Питкэрна в центре внешней половины флага. |                |
|                      |                    | 1984/2018 — | Флаг Острова Святой Елены, Вознесения и Тристан-да-Кунья | Флаг представляет из себя синее полотнище с Юнион Джеком в левом верхнем углу и с гербом (щитом) Острова Святой Елены посередине. На щите изображена каменная береговая линия и трёхмачтовый парусник, а также эндемик птица-проволочник. |                |
|                      | 2011 —             | Флаг представляет из себя синее полотнище с гербом Острова Вознесения. | Флаг Острова Святой Елены, Вознесения и Тристан-да-Кунья | |                |
|                      | 2002 —             | Флаг представляет из себя синее полотнище, на котором присутствует герб Трисан-да-Кунья, на котором изображён Тристанский баркас над короной с центральным щитом, на котором красуются четыре желтоносых альбатроса. Щит держат два Тристанских скальных лобстера (Jasus paulensis). Под щитом расположена лента с девизом острова «Наша вера — наша сила» (англ. Our faith is our strength). | Флаг Острова Святой Елены, Вознесения и Тристан-да-Кунья | |                |
|                      | —                  | 1999 — | Флаг Теркса и Кайкоса                                    | Флаг представляет собой синий английский кормовой флаг с гербом Теркса и Кайкоса. |                |
|                      | —                  | 1999 — | Флаг Фолклендских островов                               | Флаг представляет собой синий кормовой флаг с гербом Фолклендских островов. С момента получения островами собственного флага он не изменялся значительно. Главные изменения всегда касались герба, расположенного в правой части. |                |
|                      | —                  | 2002 — | Флаг Южной Георгии и Южных Сандвичевых Островов          | Флаг представляет собой синий кормовой флаг с гербом Южной Георгии и Южных Сандвичевых Островов. До принятия старой версии флага использовался флаг Фолклендских островов. |                |
|                      |                    | |                                                          | |                |

### Венесуэла
| Официальный Флаг              | Неофициальный Флаг   | Утвержден            | Организация               | Описание |                      |
| Федеральные Владения          | Федеральные Владения | Федеральные Владения | Федеральные Владения      | Федеральные Владения | Федеральные Владения |
| ----------------------------- | -------------------- | -------------------- | ------------------------- | --- | -------------------- |
|                               | —                    | ? —                  | Флаг Архипелаг Лос-Монхес | Флаг представляет собой белое полотно, сверху изображена зелёная линия, а снизу синяя линия. По середине изображена красная рыба. |                      |
| Флаг Остров Ла-Тортуга        | —                    | ? —                  |                           | Флаг представляет собой белое полотно, сверху изображена зелёная линия, а снизу синяя линия. По середине изображена красная рыба. |                      |
| Флаг Остров Ла-Сола           | —                    | ? —                  |                           | Флаг представляет собой белое полотно, сверху изображена зелёная линия, а снизу синяя линия. По середине изображена красная рыба. |                      |
| Флаг Архипелаг Лос-Тестигос   | —                    | ? —                  |                           | Флаг представляет собой белое полотно, сверху изображена зелёная линия, а снизу синяя линия. По середине изображена красная рыба. |                      |
| Флаг Архипелаг Лос-Фрайлес    | —                    | ? —                  |                           | Флаг представляет собой белое полотно, сверху изображена зелёная линия, а снизу синяя линия. По середине изображена красная рыба. |                      |
| Флаг Остров Патос (Восточный) | —                    | ? —                  |                           | Флаг представляет собой белое полотно, сверху изображена зелёная линия, а снизу синяя линия. По середине изображена красная рыба. |                      |
| Флаг Архипелаг Лос-Рокес      | —                    | ? —                  |                           | Флаг представляет собой белое полотно, сверху изображена зелёная линия, а снизу синяя линия. По середине изображена красная рыба. |                      |
| Флаг Остров Бланкилья         | —                    | ? —                  |                           | Флаг представляет собой белое полотно, сверху изображена зелёная линия, а снизу синяя линия. По середине изображена красная рыба. |                      |
| Флаг Архипелаг Лос-Эрманос    | —                    | ? —                  |                           | Флаг представляет собой белое полотно, сверху изображена зелёная линия, а снизу синяя линия. По середине изображена красная рыба. |                      |
| Флаг Остров Орчила            | —                    | ? —                  |                           | Флаг представляет собой белое полотно, сверху изображена зелёная линия, а снизу синяя линия. По середине изображена красная рыба. |                      |
| Флаг Архипелаг Лас-Авес       | —                    | ? —                  |                           | Флаг представляет собой белое полотно, сверху изображена зелёная линия, а снизу синяя линия. По середине изображена красная рыба. |                      |
| Флаг Остров Авес (Северный)   | —                    | ? —                  |                           | Флаг представляет собой белое полотно, сверху изображена зелёная линия, а снизу синяя линия. По середине изображена красная рыба. |                      |
|                               |                      |                      |                           | |                      |

### Гренада
| Официальный Флаг | Неофициальный Флаг | Утвержден | Организация                    | Описание |  |
| ---------------- | ------------------ | --------- | ------------------------------ | --- |  |
|                  | —                  | ? —       | Флаг Карриаку и Малый Мартиник | Флаг состоит из двух желтых треугольников вверху и внизу и двух зеленых треугольников у справа и слева, окружённых красной рамкой с шестью пятиконечными желтыми звездами — тремя вверху в центре и тремя внизу в центре, и крупной звездой на красном диске в центре и мускатным орехом в треугольнике у древка. |  |
|                  |                    |           |                                | |  |

### Дания
| Официальный Флаг | Неофициальный Флаг | Утвержден   | Организация             | Описание |  |
| ---------------- | ------------------ | ----------- | ----------------------- | --- |  |
|                  | —                  | 1985 —      | Флаг Гренландии         | Флаг представляет собой прямоугольное полотнище с двумя горизонтальными полосами. Сверху расположена полоса белого цвета, внизу — красного. Поверх полос расположен красно-белый круг. Верхняя часть круга красного цвета, нижняя — белого.                                                                         |  |
|                  | —                  | 1940/1948 — | Флаг Фарерских островов | На флаге Фарер изображён скандинавский крест. Флаг представляет собой прямоугольное полотнище с соотношением сторон 8:11 с красным крестом с синей каймой на белом фоне. Красный крест на белом фоне является видоизменённым флагом Дании (белый крест на красном фоне), чьим автономным регионом являются острова. |  |
|                  |                    |             |                         | |  |

### Испания
| Официальный Флаг                                                             | Неофициальный Флаг | Утвержден | Организация             | Описание |  |
| ---------------------------------------------------------------------------- | ------------------ | --------- | ----------------------- | --- |  |
|                                                                              | —                  | 1989 —    | Флаг Канарских островов | Флаг представляет собой вертикальный триколор, состоящий из трёх равных полос — белой, синей и жёлтой. Государственный флаг несёт также Герб Канарских островов на центральной полосе |  |
|                                                                              | —                  | 1995 —    | Флаг Сеуты              | Флаг представляет собой четыре прямоугольника, разделённые по диагонали на чёрные и белые треугольники. В центре флага изображён городской герб |  |
|                                                                              | —                  | 1995 —    | Флаг Мелильи            | Флаг представляет собой голубое полотно с гербом города в центре. |  |
|                                                                              | —                  | ? —       | Флаг Островов Алусемас  | Флаг состоит из трёх горизонтальных полос — двух равновеликих красных, верхней и нижней, между которыми расположена жёлтая полоса, ширина которой в два раза больше каждой красной полосы. На жёлтой полосе на расстоянии 1/3 от древкового края полотнища расположено изображение герба Испании. |  |
| Флаг Островов Чафаринас                                                      | —                  | ? —       |                         | Флаг состоит из трёх горизонтальных полос — двух равновеликих красных, верхней и нижней, между которыми расположена жёлтая полоса, ширина которой в два раза больше каждой красной полосы. На жёлтой полосе на расстоянии 1/3 от древкового края полотнища расположено изображение герба Испании. |  |
| Флаг Полуострова Пеньон-де-Велес-де-ла-Гомера и островов Перехиль и Альборан | —                  | ? —       |                         | Флаг состоит из трёх горизонтальных полос — двух равновеликих красных, верхней и нижней, между которыми расположена жёлтая полоса, ширина которой в два раза больше каждой красной полосы. На жёлтой полосе на расстоянии 1/3 от древкового края полотнища расположено изображение герба Испании. |  |
|                                                                              |                    |           |                         | |  |

### Китай
| Официальный Флаг | Неофициальный Флаг | Утвержден   | Организация            | Описание |  |
| ---------------- | ------------------ | ----------- | ---------------------- | --- |  |
|                  | —                  | 1990/1997 — | Флаг Гонконга (Сянган) | Флаг представляет собой стилизованное изображение пятилепестковой баухинии на красном фоне. |  |
|                  | —                  | 1999 —      | Флаг Макао (Аомынь)    | Флаг состоит из светло-зелёного фона с цветком лотоса, стилизованного под мост Губернатора Номбре де Карвальо, воды, изображённой белыми линиями, выше дуга из пяти золотых пятиконечных звёзд: одной большой в центре дуги и четырёх маленьких. |  |
|                  |                    |             |                        | |  |

### Колумбия
| Официальный Флаг | Неофициальный Флаг | Утвержден | Организация                    | Описание                                                            |  |
| ---------------- | ------------------ | --------- | ------------------------------ | ------------------------------------------------------------------- |  |
|                  | —                  | ? —       | Флаг Сан-Андреса-и-Провиденсия | Флаг состоит из белого Андреевского креста на небесно-голубом фоне. |  |
|                  |                    |           |                                |                                                                     |  |

### Маврикий
| Официальный Флаг | Неофициальный Флаг | Утвержден               | Организация           | Описание                                                                                             |  |
| ---------------- | ------------------ | ----------------------- | --------------------- | --- |  |
|                  | —                  | ? —                     | Флаг Острова Родригес | Флаг состоит из белого полотна, окруженный цветами флага Маврикия, по середине возможно герб острова |  |
|                  | —                  | ? —                     | Флаг Агалеги          | Флаг состоит из горизонтальных полос красного, синего, жёлтого и зелёного цвета                      |  |
| —                | ? —                | Флаг Каргадоса-Карахоса |                       | Флаг состоит из горизонтальных полос красного, синего, жёлтого и зелёного цвета                      |  |
|                  |                    |                         |                       | |  |

### Нидерланды
| Официальный Флаг     | Неофициальный Флаг | Утвержден | Организация         | Описание |  |
| -------------------- | ------------------ | --------- | ------------------- | --- |  |
|                      | —                  | 1976 —    | Флаг Арубы          | Флаг представляет собой светло-синее поле, по которому пролегают две узких параллельных горизонтальных жёлтых полосы в нижней части флага, и четырёхконечную красную звезду в левом верхнем поле флага. Звезда окаймлена тонкой полосой белого цвета. |  |
|                      | —                  | 1984 —    | Флаг Кюрасао        | Флаг был утверждён 2 июля 1984 года как флаг островной территории Нидерландских Антильских островов Королевства Нидерландов. |  |
|                      | —                  | 1985 —    | Флаг Синт-Мартена   | Флаг самоуправляемого государства со значительной автономией в составе Королевства Нидерландов. Флаг был утверждён 13 июня 1985 года как региональный флаг нидерландской части острова Сент-Мартин, который являлся частью Нидерландских Антильских островов Королевства Нидерландов до 10 октября 2010 года. |  |
| Карибские Нидерланды |                    |           |                     | |  |
|                      | —                  | 1981 —    | Флаг Бонайре        | Синяя часть полотнища означает Карибское море, жёлтый треугольник — солнце, жизненную силу, развитие и процветание острова, белая полоса — свободу и мир. Роза ветров, напоминающая компас, указывает, что его жители издавна имеют репутацию самых искусных мореплавателей южной части Карибского моря и прекрасно ориентируются в морском пространстве. Она также символизирует единство целей островитян. Звезда обозначает боевитость и стойкость местных жителей, а её красный цвет — символ крови, пролитой в борьбе за выживание, и решимости островитян выстоять в суровой борьбе с природой. Шесть концов звезды напоминают о шести деревнях — первых поселениях на острове. |  |
|                      | —                  | 2004 —    | Флаг Синт-Эстатиуса | Флаг имеет прямоугольную форму с цветами: синий, красный, белый, золотой и зелёный. Флаг Синт-Эстатиуса разделён на четыре синих пятиугольника, в центре — ромб алмазной формы, где на белом поле изображён силуэт острова зеленого цвета. В центре в верхней части алмаза пятиконечная золотая звезда. Окантовка — красного цвета. |  |
|                      | —                  | 1985 —    | Флаг Сабы           | Сочетание красного, белого и синего цветов на флаге напоминает об исторических и политических связях с Нидерландами и федерацией Нидерландских Антил. Кроме того, красный цвет символизирует единство, мужество и решительность местных жителей, а синий — Карибское море. Пятиконечная звезда обозначает остров Саба, а её жёлтый цвет — природные красоты и богатства острова, а также то, насколько он дорог и мил сердцу каждого островитянина. |  |
|                      |                    |           |                     | |  |

### Новая Зеландия
| Официальный Флаг            | Неофициальный Флаг          | Утвержден                   | Организация                     | Описание |                             |
| Ассоциированные государства | Ассоциированные государства | Ассоциированные государства | Ассоциированные государства     | Ассоциированные государства | Ассоциированные государства |
| --------------------------- | --------------------------- | --------------------------- | ------------------------------- | --- | --------------------------- |
|                             | —                           | 1979 —                      | Флаг Островов Кука              | Флаг состоит из 15 звёзд на Синем кормовом флаге. Флаг Великобритании в левом верхнем углу символизирует тесные исторические связи Островов Кука с Соединённым Королевством. Звёзды представляют 15 островов государства.                                                                       |                             |
|                             | —                           | 1974 —                      | Флаг Ниуэ                       | Флаг принят в 1974 году. Золотисто-жёлтый цвет полотна флага символизирует тёплые чувства, испытываемые жителями Ниуэ к Новой Зеландии и её гражданам. Флаг Великобритании в крыже символизирует тесные связи Ниуэ с Великобританией.                                                           |                             |
| Зависимые территории        |                             |                             |                                 | |                             |
|                             | —                           | 2009 —                      | Флаг Токелау                    | Изначально проект флага представлял собой синее полотнище с изображением стилизованного полинезийского каноэ и четырёх звёзд, но позже парламент Токелау одобрил заключительную версию. В отличие от предыдущего проекта флага, расположение звёзд стало символизировать созвездие Южный Крест. |                             |
|                             |                             | ? —                         | Флаг Зависимой территории Росса | Флаг представляет собой изменённый кормовой флаг с Юнион Джеком в левой верхней четверти и четырьмя красными звёздами с белой окантовкой в правой части, а также белую полосу в нижней части флага обозначающую снег. Звёзды имеют разный размер и символизируют созвездие Южный крест.         |                             |
|                             |                             |                             |                                 | |                             |

### Норвегия
| Официальный Флаг           | Неофициальный Флаг   | Утвержден            | Организация                                                                                              | Описание                                                                                                 |                      |
| Зависимые территории       | Зависимые территории | Зависимые территории | Зависимые территории                                                                                     | Зависимые территории                                                                                     | Зависимые территории |
| -------------------------- | -------------------- | -------------------- | --- | --- | -------------------- |
|                            | —                    | ? —                  | Флаг Земли Королевы Мод                                                                                  | Флаг представляет собой красное прямоугольное полотнище с синим скандинавским крестом в белой окантовке. |                      |
| –                          | ? —                  | Флаг Острова Буве    | Флаг представляет собой красное прямоугольное полотнище с синим скандинавским крестом в белой окантовке. | |                      |
| —                          | ? —                  | Флаг Острова Петра I | Флаг представляет собой красное прямоугольное полотнище с синим скандинавским крестом в белой окантовке. | |                      |
| Интегрированные территории |                      |                      | | |                      |
|                            | –                    | ? —                  | Флаг Шпицбергена                                                                                         | Флаг представляет собой красное прямоугольное полотнище с синим скандинавским крестом в белой окантовке. |                      |
| –                          | ? —                  | Флаг Ян-Майена       | Флаг представляет собой красное прямоугольное полотнище с синим скандинавским крестом в белой окантовке. | |                      |
|                            |                      |                      | | |                      |

### Папуа — Новая Гвинея
| Официальный Флаг | Неофициальный Флаг | Утвержден | Организация    | Описание |  |
| ---------------- | ------------------ | --------- | -------------- | --- |  |
|                  | —                  | 1975 —    | Флаг Бугенвиля | Флаг Бугенвиля представляет собой тёмно-голубое полотнище, символизирующее Тихий океан, который омывает остров. Эмблема в центре представляет собой сам Бугенвиль. Чёрный диск символизирует коренное население острова. В центре эмблемы помещён упи. Диск находится в зелёном круге, который представляет берег острова; белые треугольники напоминают резные украшения из панциря черепахи, которые надевают на себя местные вожди и «королевы» во время разнообразных церемоний. |  |
|                  |                    |           |                | |  |

### Португалия
| Официальный Флаг | Неофициальный Флаг | Утвержден | Организация                     | Описание |  |
| ---------------- | ------------------ | --------- | ------------------------------- | --- |  |
|                  | —                  | 1979 —    | Флаг Асориш (Азорских островов) | Современный флаг Азорских островов похож на флаг Португалии (1830—1911 гг.). Единственное отличие — португальский герб был перенесён из центральной части флага на левый верхний его край, а в центр был помещён ястреб — символ архипелага.                  |  |
|                  | —                  | 1978 —    | Флаг Мадейры                    | Флаг представляет собой прямоугольное полотнище с соотношением сторон 2:3, разделённое на три вертикальные полосы равной ширины. Полосы с краёв имеют синий цвет, центральная полоса — жёлтый (золотой). На центральной полосе изображён крест ордена Христа. |  |
|                  |                    |           |                                 | |  |

### Сейшельские острова
| Официальный Флаг | Неофициальный Флаг | Утвержден                    | Организация            | Описание |  |
| ---------------- | ------------------ | ---------------------------- | ---------------------- | --- |  |
|                  | —                  | ? —                          | Флаг Островов Альдабра | Флаг состоит из пяти полос разного цвета (синяя, желтая, красная, белая и зеленая), начинающихся с одного конца и расходящихся к другому концу. |  |
| —                | ? —                | Флаг Островов Фаркуар        |                        | Флаг состоит из пяти полос разного цвета (синяя, желтая, красная, белая и зеленая), начинающихся с одного конца и расходящихся к другому концу. |  |
| —                | ? —                | Флаг Островов Альфонс        |                        | Флаг состоит из пяти полос разного цвета (синяя, желтая, красная, белая и зеленая), начинающихся с одного конца и расходящихся к другому концу. |  |
| —                | ? —                | Флаг Амирантских островов    |                        | Флаг состоит из пяти полос разного цвета (синяя, желтая, красная, белая и зеленая), начинающихся с одного конца и расходящихся к другому концу. |  |
| —                | ? —                | Флаг Южной Коралловой группы |                        | Флаг состоит из пяти полос разного цвета (синяя, желтая, красная, белая и зеленая), начинающихся с одного конца и расходящихся к другому концу. |  |
|                  |                    |                              |                        | |  |

### Соединённые Штаты Америки
| Официальный Флаг      | Неофициальный Флаг | Утвержден            | Организация | Описание |  |
| --------------------- | ------------------ | -------------------- | --- | --- |  |
|                       | —                  | 1952/1995 —          | Флаг Пуэрто-Рико | Флаг Пуэрто-Рико был создан в 1895 году на основе кубинского флага, с обратной заменой цвета треугольника и полос, и использовался как флаг пуэрто-риканской секции Кубинской революционной партии, боровшейся за освобождение от испанского господства Кубы и Пуэрто-Рико.       |  |
|                       | —                  | 1921 —               | Флаг Виргинских островов | Флаг состоит из упрощенного изображения Большой печати США между буквами V и I, обозначающими Виргинские острова. Орёл держит в одной лапе лавровую ветвь, а в другой — три стрелы, представляющие три главных острова — Сент-Томас, Сент-Джон и Санта-Крус.                      |  |
|                       | —                  | 1948 —               | Флаг Гуам | Флаг Гуама представляет собой синее полотнище с красной каймой со всех сторон. В центре флага находится изображение герба Гуама. |  |
|                       | —                  | 1995 —               | Флаг Северных Марианских островов | Флаг принят в 1972 году. Синий цвет олицетворяет Тихий океан, звезда символизирует Содружество. Колонна из камня — символ культуры нации. Венок сплетённый из четырёх видов экзотических цветов (иланг-иланг, сеур, анджа, тейбво), является символом туземной культуры островов. |  |
|                       | —                  | 1960 —               | Флаг Американского Самоа | Флаг разработан Институтом геральдики Армии США, он представляет собой прямоугольное полотнище, разделённое на три треугольника. В белом треугольнике находится изображение белоголового орлана, национального символа США.                                                       |  |
| Внешние малые острова |                    |                      | | |  |
|                       |                    | 2001 —               | Флаг Атолла Пальмир | Флаг представляет собой красное полотно обозначающее небо с нижней жёлтой полосой обозначающую берег атолла, над этой полосой толстая синяя полоска обозначающая воды Тихого океана и жёлтый круг обозначающая солнце.                                                            |  |
| —                     | 2001 —             | Флаг Острова Навасса | Флаг состоит из двух равновеликих горизонтальных полос: белой — вверху, синей — внизу. В центре флага зелёный профиль острова с преувеличенным в масштабе маяком слева. | |  |
| —                     | 1856 —             | Флаг Рифа Кингмен    | Представляет собой прямоугольное полотнище с горизонтальными равновеликими чередующимися семью красными и шестью белыми полосами. В крыже тёмно-синего цвета — 50 пятиконечных белых звёзд. 13 полос символизируют 13 британских колоний, которые образовали независимое государство. Синий крыж символизирует Союз. Число звёзд в синем крыже соответствует числу штатов (в настоящее время их 50). Красный цвет олицетворяет выносливость и доблесть; тёмно-синий — усердие, справедливость, бдительность; белый — невинность и чистоту. | |  |
|                       | 2000 —             | Флаг Острова Мидуэй  | Неофициальный флаг атолла Мидуэй представляет собой 3 неравные полосы синего, белого и светло-голубого цветов. На синей полосе изображена летящая птица. | |  |
| —                     | 1858 —             | Флаг Джарвиса        | Представляет собой прямоугольное полотнище с горизонтальными равновеликими чередующимися семью красными и шестью белыми полосами. В крыже тёмно-синего цвета — 50 пятиконечных белых звёзд. 13 полос символизируют 13 британских колоний, которые образовали независимое государство. Синий крыж символизирует Союз. Число звёзд в синем крыже соответствует числу штатов (в настоящее время их 50). Красный цвет олицетворяет выносливость и доблесть; тёмно-синий — усердие, справедливость, бдительность; белый — невинность и чистоту. | |  |
| —                     | 1857 —             | Флаг Бейкера         | Представляет собой прямоугольное полотнище с горизонтальными равновеликими чередующимися семью красными и шестью белыми полосами. В крыже тёмно-синего цвета — 50 пятиконечных белых звёзд. 13 полос символизируют 13 британских колоний, которые образовали независимое государство. Синий крыж символизирует Союз. Число звёзд в синем крыже соответствует числу штатов (в настоящее время их 50). Красный цвет олицетворяет выносливость и доблесть; тёмно-синий — усердие, справедливость, бдительность; белый — невинность и чистоту. | |  |
| —                     | ? —                | Флаг Хауленда        | Флаг представляет собой синее полотно. Оно разделено девятью радужными полосами (без синих оттенков, синего и голубого). В правом нижнем углу находится статуя с сердцем посередине. И в верхнем левом углу находится число «99». | |  |
| —                     | 2001 —             | Флаг Атолла Джонстон | Флаг атолла Джонстон (который в настоящее время является неофициальным) состоит из белого полотна, а также содержит 2 горизонтальные полосы синего цвета сверху и снизу, с двойной птицей, держащей 4 звезды. | |  |
|                       | 1976 —             | Флаг Острова Уэйк    | Флаг бело-красный с синим клиновидным треугольником. Остриё клина находится там, где сходятся две полосы. Внутри треугольника находится овал с силуэтом острова внутри него и словами «ОСТРОВ УЭЙК» (англ. WAKE ISLAND) в верхней и нижней частях овала, с тремя звездами, окружающими овал сверху, справа и снизу. | |  |
|                       |                    |                      | | |  |

### Фиджи
| Официальный Флаг | Неофициальный Флаг                | Утвержден | Организация | Описание |  |
| ---------------- | --------------------------------- | --------- | ----------- | --- |  |
|                  | — (не учитывая флаг сепаратистов) | ? —       | Флаг Ротумы | Флаг представляет собой прямоугольное полотнище голубого цвета, в верхнем левом углу которого находится изображение флага Великобритании, а в правой части — гербового щита, являющегося элементом герба Фиджи. |  |
|                  |                                   |           |             | |  |

### Финляндия
| Официальный Флаг | Неофициальный Флаг | Утвержден | Организация             | Описание |  |
| ---------------- | ------------------ | --------- | ----------------------- | --- |  |
|                  | —                  | 1954 —    | Флаг Аландских островов | Флаг представляет собой прямоугольное полотнище синего цвета со скандинавским крестом жёлтого цвета. Однако жёлтый крест на Аландском флаге шире и в него вставлен скандинавский крест красного цвета, символизирующий связь с Финляндией. |  |
|                  |                    |           |                         | |  |

### Франция
| Официальный Флаг                              | Неофициальный Флаг       | Утвержден                  | Организация | Описание |                   |
| Заморские регионы                             | Заморские регионы        | Заморские регионы          | Заморские регионы | Заморские регионы | Заморские регионы |
| --------------------------------------------- | ------------------------ | -------------------------- | --- | --- | ----------------- |
|                                               |                          | ? —                        | Флаг Гваделупы | Флаг использует чёрное полотно, сверху синяя полоса и три французской геральдики с (неофициальным) символом Гваделупы по середине |                   |
|                                               | 2011 —                   | Флаг Майотты               | Флаг представляет собой белое поле с изображением двух морских коньков, удерживающих щит, разделённый на синее поле с изображением белого полумесяца и красное поле с изображением двух золотых шестиконечных звёзд, и девизом «Ra Hachiri» | |                   |
|                                               | —                        | 2023 —                     | Флаг Мартиники | Фрлаг представляет прямоугольное полотнище, состоящее из двух равновеликих горизонтальных полос: верхней — зелёной и нижней — чёрной, с добавлением у древкового края красного равнобедренного треугольника. |                   |
|                                               |                          | 2003 —                     | Флаг Реюньона | Флаг изображает собой синее полотно. На ней изображен вулкан Фурнез изображенный красным треугольником, украшенный золотыми солнечными лучами. |                   |
|                                               | 2010 —                   | Флаг Французской Гвианы    | Представляет собой по диогонали жёлто-зелёное полотнище с красной звездой по середине | |                   |
| Заморские сообщества                          |                          |                            | | |                   |
|                                               |                          | ? —                        | Флаг Сен-Бартелеми | Флаг представляет собой белое полотно с гербом Сен-Бартелеми по середине |                   |
|                                               | 2010 —                   | Флаг Сен-Мартена           | Флаг представляет собой белое полотно с гербом Сен-Мартена по середине | |                   |
|                                               | 1982 —                   | Флаг Сен-Пьера и Микелона  | На неофициальном флаге изображён корабль «Гранд-Эрмин» на котором 15 июня 1536 года Жак Картье подошёл к острову Сен-Пьер. Три флага, размещённые у древка, символически показывают происхождение большинства жителей островов (сверху вниз) — баски (флаг Страны Басков), бретонцы (флаг Бретани) и норманны. | |                   |
|                                               | 1985/2020 —              | Флаг Уоллиса и Футуны      | Флаг представляет собой красное полотно с четырьмя равнобедренными треугольниками, пересекающимися под прямым углом. Флаг Франции, отделённый от остальной области узкой белой полосой, занимает верхний левый угол. В альтернативном варианте используется большой белый лапчатый крест (немного смещённый вниз относительно центра флага). Красный цвет на флаге символизирует храбрость, белый — чистоту идеалов. Четыре треугольника символизируют власть трёх королей и французского администратора. | |                   |
|                                               | 1984 —                   | Флаг Французской Полинезии | Флаг Французской Полинезии представляет собой прямоугольное полотнище с тремя горизонтальными полосами красного, белого и красного цветов. Ширина центральной белой полосы в два раза больше ширины красных полос. В центре белой полосы расположено изображение символа Французской Полинезии: полинезийское каноэ с красными парусами на фоне 10 солнечных лучей и 5 рядов морских волн синего и белого цветов. На каноэ находятся стилизованные изображения пяти человечков коричневого цвета, которые символизируют пять архипелагов Французской Полинезии. Солнечные лучи символизируют жизнь. Океан символизирует богатство. | |                   |
| Образования с особым статусом                 |                          |                            | | |                   |
|                                               |                          | ? —                        | Флаг Клиппертона | Флаг изображает собой синее полотно и белым ромбом по середине, внутри ромба пальма и надпись на английском «CLIPPERTON ISLAND» и на французском «ISLA CLIPPERTON» |                   |
|                                               | 1998/2010 —              | Флаг Новой Каледонии       | Флаг представляет собой полотнище прямоугольной формы, ширина которого в два раза меньше его длины. Оно горизонтально делится на три полосы — синюю, красную и зеленую. Синий цвет представляет небо и океан, воды которого омывают страну. Красный цвет обозначат жертвы, принесенные канаками в борьбе за свободу, а также он означает гармонию и коллективизм. Зеленый цвет обозначат саму страну, и, в более широком смысле, ее предков. Желтый овал представляет солнце, а эмблема, представленная в круге, является видом шпиля, украшающим дома канаков.                                                                    | |                   |
| Французские Южные и Антарктические Территории |                          |                            | | |                   |
|                                               | —                        | 2007 —                     | Флаг Остров Амстердам | Флаг представляет собой синее полотнище с флагом Франции в крыже. На полотнище, ближе к правому нижнему углу, размещена аббревиатура TAAF (фр. Terres australes et antarctiques françaises) которая с французского и переводится как Французские Южные и Антарктические территории. Эмблему TAAF обрамляют пять пятиконечных звёзд белого цвета, которые означают 5 групп островов, которые и составляют это владение Франции — острова Амстердам и Сен-Поль, Кергелен, острова Крозе, острова Эпарсе и Земля Адели. |                   |
| —                                             | Флаг Остров Сен-Поль     | 2007 —                     | | Флаг представляет собой синее полотнище с флагом Франции в крыже. На полотнище, ближе к правому нижнему углу, размещена аббревиатура TAAF (фр. Terres australes et antarctiques françaises) которая с французского и переводится как Французские Южные и Антарктические территории. Эмблему TAAF обрамляют пять пятиконечных звёзд белого цвета, которые означают 5 групп островов, которые и составляют это владение Франции — острова Амстердам и Сен-Поль, Кергелен, острова Крозе, острова Эпарсе и Земля Адели. |                   |
| —                                             | Флаг Острова Крозе       | 2007 —                     | | Флаг представляет собой синее полотнище с флагом Франции в крыже. На полотнище, ближе к правому нижнему углу, размещена аббревиатура TAAF (фр. Terres australes et antarctiques françaises) которая с французского и переводится как Французские Южные и Антарктические территории. Эмблему TAAF обрамляют пять пятиконечных звёзд белого цвета, которые означают 5 групп островов, которые и составляют это владение Франции — острова Амстердам и Сен-Поль, Кергелен, острова Крозе, острова Эпарсе и Земля Адели. |                   |
| —                                             | Флаг Архипелага Кергелен | 2007 —                     | | Флаг представляет собой синее полотнище с флагом Франции в крыже. На полотнище, ближе к правому нижнему углу, размещена аббревиатура TAAF (фр. Terres australes et antarctiques françaises) которая с французского и переводится как Французские Южные и Антарктические территории. Эмблему TAAF обрамляют пять пятиконечных звёзд белого цвета, которые означают 5 групп островов, которые и составляют это владение Франции — острова Амстердам и Сен-Поль, Кергелен, острова Крозе, острова Эпарсе и Земля Адели. |                   |
| —                                             | Флаг Островов Эспарс     | 2007 —                     | | Флаг представляет собой синее полотнище с флагом Франции в крыже. На полотнище, ближе к правому нижнему углу, размещена аббревиатура TAAF (фр. Terres australes et antarctiques françaises) которая с французского и переводится как Французские Южные и Антарктические территории. Эмблему TAAF обрамляют пять пятиконечных звёзд белого цвета, которые означают 5 групп островов, которые и составляют это владение Франции — острова Амстердам и Сен-Поль, Кергелен, острова Крозе, острова Эпарсе и Земля Адели. |                   |
| —                                             | Флаг Земли Адели         | 2007 —                     | | Флаг представляет собой синее полотнище с флагом Франции в крыже. На полотнище, ближе к правому нижнему углу, размещена аббревиатура TAAF (фр. Terres australes et antarctiques françaises) которая с французского и переводится как Французские Южные и Антарктические территории. Эмблему TAAF обрамляют пять пятиконечных звёзд белого цвета, которые означают 5 групп островов, которые и составляют это владение Франции — острова Амстердам и Сен-Поль, Кергелен, острова Крозе, острова Эпарсе и Земля Адели. |                   |
|                                               |                          |                            | | |                   |